# Chip1stop
chip1stop（Chip One Stop, Inc.），公司本部在日本神奈川县横滨市，是艾睿電子（Arrow Electronics）的附属公司,
半导体和电子元器件的代理、小批量在线分销商。

## 历史
- 2001年2月 - 公司成立，总部设在日本神奈川县横滨市。
- 2002年8月 - chip1stop将全球最大电子零件资料库引进日本。[5]
- 2004年10月- chip1stop在东京证券交易所创业板上市。[6]
- 2005年6月 - 子公司E2 Publishing的电子杂志「EE Times Japan」创刊[7]。
- 2007年1月 - 开始发行文摘版的商品目录。首发10万部。
- 2008年1月 - 统合了村田制作所（Murata）直营的EC网店「ceramy-direct」。[8]
- 2008年4月 - 接管欧姆龙（Omron）子公司的在线销售「omron24 service」一部分网络事业。[9]
- 2008年9月 - 设立京瓷（Kyocera）专页。
- 2008年10月 - 将子公司E2 Publishing全部股份转让于日本大型媒体企业Impress Holdings[10]。
- 2009年7月 - 与半导体厂商美国模拟器件公司Analog Devices开始合作，设立厂商专页。
- 2009年10月 - 接管日电东金(NEC TOKIN)的直销网站[NEC TOKIN WEB SHOP]。
- 2009年11月 - 开始半导体厂商恩智浦半导体（NXP）的样品销售。
- 2010年2月 - 开始日本全国次日送货到家服务。
- 2010年10月 - 与罗彻斯特电子（Rochester Electronics）携手，开始提供市场售后服务。
- 2010年11月 - 与半导体厂商微芯半导体（Microchip）携手网络连接。
- 2010年12月 - 开始代理半导体厂商新日本无线（JRC）。
- 2010年12月 - 成为半导体厂商德州仪器（Texas Instruments）的日本代理。
- 2011年3月 - 成立新加坡分公司，开始拓展亚洲业务。
- 2011年4月 - 开始和KOA合作。
- 2011年6月 - 开始和Bellnix合作。
- 2011年8月 - 加强和罗姆电子（Rohm）的合作，网络连接。
- 2011年9月 - Arrow Chip One Stop Holdings GK正式公开收购了chip1stop的股票（TOB）。
- 2011年11月 - 和瑞萨电子（Renesas）开始联手。
- 2011年12月 - Arrow Chip One Stop Holdings GK正式收购了chip1stop的股票，chip1stop正式成为艾睿電子（Arrow Electronics）旗下的公司，[11]　同时废除了在东京证券交易所的上市 。
- 2012年2月 - 成立香港分公司，主要对应中国大陆、香港和台湾等地。
- 2012年3月 - 和科索（Cosel）开始联手。
- 2012年5月 - 迁移扩张物流中心(新横滨)。
- 2012年7月 - 与精工爱普生（Seiko Epson）开始联手合作。
- 2012年10月 - 与太阳诱电（Taiyo Yuden）开始联手合作。
- 2013年1月 - 开设了飞思卡尔（freescale）的专页。

## 产业特征
- 主要支持工程师研发和试生产的小批量需求
- 提供半导体和电子元器件的的Datasheet等信息。